# Hector Hugh Munro
Hector Hugh Munro (18. prosince 1870 Akyab, Barma – 14. listopadu 1916, Beaumont-Hamel, Francie), používající umělecký pseudonym Saki, byl britský spisovatel, který zahynul v 1. světové válce. Ve své době vyvolal živý, ale pomíjivý ohlas aktuální politickou satirou, otiskovanou po částech ve známých londýnských časopisech. Největší popularitu si ovšem získaly jeho krátké povídky s hutně koncipovaným příběhem, které dokázal obdařit i mnoha nadčasovými postřehy. Munro byl průkopníkem novodobé povídky v době, kdy jako specifický literární druh neměla dosud tolik pěstitelů.

## Život
H. H. Munro se narodil 18. prosince 1870 v Barmě, kde jeho otec sloužil jako vrchní policejní inspektor, ale už ve velmi útlém věku byl po matčině smrti v Anglii svěřen do péče dvou staropanenských tet, k nimž nikdy citově nepřilnul. V nepřívětivém prostředí venkovského domu, kde mu kamarády nahrazovala domácí zvířata, prožil se svými dvěma staršími sourozenci, bratrem a sestrou, neradostné dětství. Situace se zlepšila, když se po návratu z Barmy ujal jeho výchovy otec. S ním Hector procestoval značnou část Evropy, včetně krátkého pobytu v Praze. Zklamal však asi otcovo očekávání, když se po vážném onemocnění v Barmě, kam odjel nastoupit místo v koloniální správě, musel vrátit do Anglie. Rekonvalescence si vyžádala několik let pobytu na venkově. Potom se však k překvapení celé rodiny vypravil do Londýna, aby se pokusil uplatnit jako spisovatel.
Svým dějepisným zálibám dal Munro průchod v dějepisné práci Počátky ruské říše (The Rise of the Russian Empire, 1900), první veřejný úspěch se však dostavil až poté, co ve Westminster Gazette začal uveřejňovat Alenku ve Westminsteru (Alice in Westminster, 1900–1902), sérii črt, v nichž formou parodického pokračování slavné Carrollovy Alenky v říši divů posměšně satirizoval postup britské vlády v búrské válce. Mezitím začal Munro publikovat povídky. Jejich první soubor Reginald, 1904 představuje Sakiho charakteristického hrdinu, bystrého a společensky nezodpovědného mladíka, který se svými vtipy rád baví na účet usedlého, úctyhodného okolí. Munro se potom pilně věnoval žurnalistice a jako zpravodaj na cestách po cizině nasbíral mnoho zajímavých poznatků a zkušeností. Pobyt v Petrohradě jej vybavil dobrou znalostí ruských poměrů a vzpomínky na ruské prostředí se pak mimo jiné uplatnily v povídkové sbírce Reginald v Rusku (Reginald in Russia, 1910). Další soubor povídek, Z letopisů Clovisových (The Chronicles of Clovis, 1911), představil čtenářům jako strůjce či komentátora humorných situacích nového hrdinu Clovise, jakéhosi vylepšeného Reginalda, který se dále připomíná v některých povídkách ze Sakiho dalších povídkových cyklů, Bestie a nadbestie (Beasts and Super-Beasts, 1914) a Hračky míru (The Toys of Peace, posmrtně 1919). Příznivý ohlas kritiky vyvol předtím i Sakiho krátký román Nemožný Bassington (The Unreable Bassington, 1912), plný autobiografických motivů a reminiscencí a románová fantazie Za časů Vilémových (When Wiliam Came, 1913), beletrizující autorovu antiutopistickou představu Anglie okupované Němci.
Brzy po vypuknutí první světové války narukoval Munro do britské armády a v listopadu 1916 padl ve Francii.

## Pseudonym
Pseudonym si Munro vybral pod vlivem Fitzgeraldova překladu Čtyřverší Omara Chajjáma. Saki je odvozeno z perského sákí, což v překladu znamená číšník.

## Dílo
- 1900: The Rise of the Russian Empire
- 1902: Not-So-Stories
- 1902: The Westminster Alice
- 1904: Reginald
- 1910: Reginald in Russia
- 1911: The Chronicles of Clovis
- 1912: The Unbearable Bassington
- 1914: Beasts and Super-Beasts
- 1914: The East Wing
- 1914: When William Came
- 1923: The Toys of Peace
- 1924: The Square Egg and Other Sketches
- 1924: The Watched Pot
- 1926-1927: The Works of Saki
- 1930: Collected Stories
- 1933: Novels and Plays
- 1934: The Miracle-Merchant
- 1950: The Best of Saki
- 1963: The Bodley Head Saki
- 1981: Saki
- 1976: The Complete Saki
- 1976: Short Stories
- 1995: The Secret Sin of Septimus Brope, and Other Stories

### České výbory
- Kruté šprýmy (1961, 1968, 1995, překlad Bedřich Fučík)
- Léčba neklidem (1968, 1990 s datem 1989, překlad František Vrba, 39 povídek)
- Hranaté vejce (1997, překlad Marta Staňková, 37 povídek)
- Vůl v chryzantémách (2015, 25 povídek v překladu 25 autorů, 7 povídek přeloženo poprvé; poznámka: 11 těchto povídek vyšlo v Léčbě neklidem, 5 povídek v Hranatém vejci, povídka Slepá skvrna v Krutých šprýmech)

### Český rozhlas
- 1997 Povídky Podivné příběhy lorda Clovise, účinkují: Viktor Preiss, Alena Vránová, Otakar Brousek st., Petr Nárožný, Helga Čočková, Byzantská omeleta, účinkovali: Michal Pavlata, Marie Drahokoupilová, Barbora Hrzánová, Jana Drbohlavová;  překlad: František Vrba,  dramatizace: Jan Žáček, režie: Josef Červinka.